# Jóna Guðlaug Vigfúsdóttir
Jóna Guðlaug Vigfúsdóttir est une joueuse islandaise de volley-ball née le 8 avril 1989 à Neskaupstaður. Elle mesure 1,85 m et joue au poste de réceptionneuse-attaquante.

## Clubs
| Club                  | De        | À         |
| --------------------- | --------- | --------- |
| Þróttur Neskaupstað   | 1999-2000 | 2007-2008 |
| Tromsø Volley         | 2008-2009 | 2008-2009 |
| UiS Volley Stavanger  | 2009-2010 | 2010-2011 |
| Rote Raben Vilsbiburg | 2011-2012 | 2011-2012 |
| VC Kanti Schaffhausen | 2012-2013 | 2012-2013 |
| Þróttur Neskaupstað   | 2013-2014 | 2013-2014 |
| Örebro VBS            | 2014-2015 | 2017-2018 |
| Hylte/Halmstad        | 2018-2019 | …         |

## Palmarès
- Championnat d'Islande
  - Vainqueur : 2008.
- Championnat de Norvège
  - Vainqueur : 2010, 2011.
- Championnat de Suisse
  - Finaliste : 2013.
- Championnat de Suède
  - Finaliste : 2016.